# Kościół św. Barbary w Wieluniu
Kościół św. Barbary w Wieluniu wzniesiony w 1515 roku w formie zbliżonej do kościołów w typie wieluńskim, 

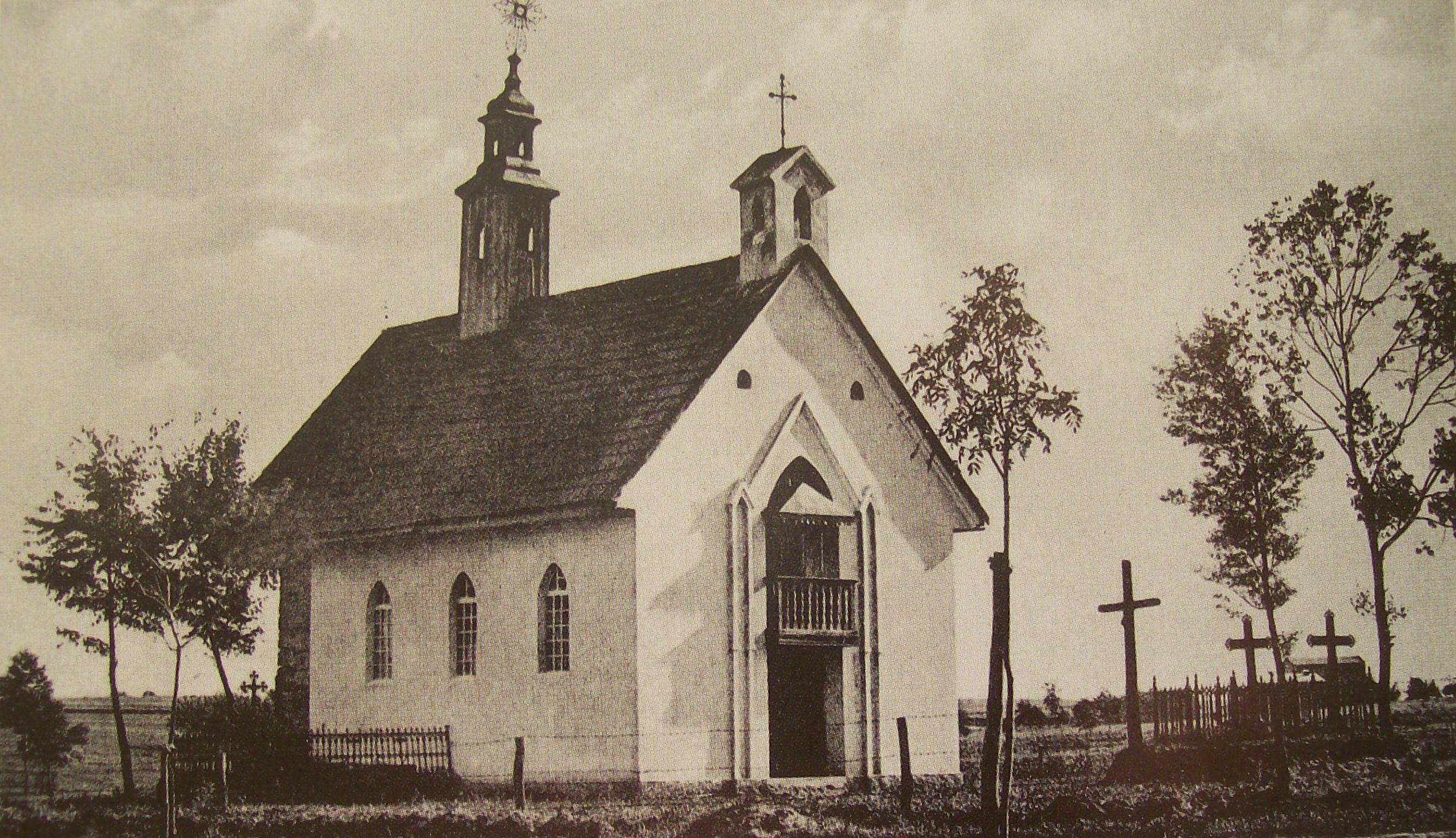
Widok na zabytkowy kościół św. Barbary (stan w 1915 r.)

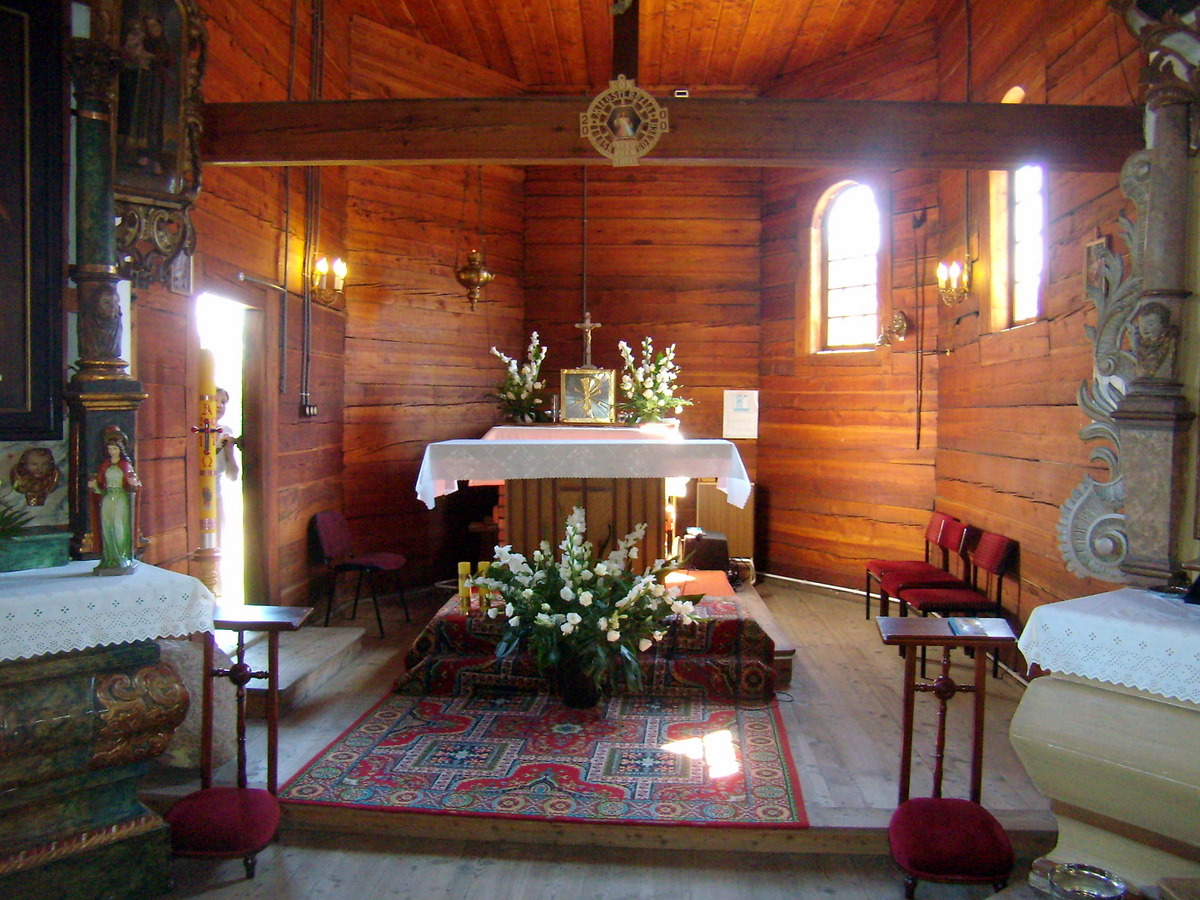
Wnętrze kościoła

## Historia
Kościół będący wówczas poza miastem, miał chronić przed zarazą. W XIX wieku zniszczone drewniane ściany zastąpiono murowanymi pozostawiając oryginalne, węższe od nawy i zamknięte wielobocznie prezbiterium konstrukcji zrębowej. W latach 70. XX w. kościół gruntownie odrestaurowano. Od 2000 r. jest kościołem parafialnym. W 2001 roku rozpoczęto budowę większego murowanego kościoła, przylegającego do jednej ze ścian starego budynku.